# Jacques de Cysoing
Jacques de Cysoing (fl. XIII secolo) è stato un troviero franco-fiammingo del tardo XIII secolo.
Ha scritto nove canzoni che sopravvivono tutte con le loro melodie. 
Probabilmente nato in una nobile famiglia fiamminga a Cysoing, "messire" Jacques probabilmente visse durante il regno di Guy di Dampierre come Conte delle Fiandre (1251–1305), dato che egli indirizza il suo serventois Li nouviaus tans al conte. Altri eventi che datano la vita di Jacques sono un riferimento alla Battaglia di Mansurah nel 1250 in una delle sue canzoni e un riferimento contenuto in un invio di Thomas Herier di "Jakemon" a "Cyson", probabilmente nel terzo quarto del secolo. 
Tutte le composizioni musicali di Jacques sono nella forma ABABx e sono conservate in soli pochi manoscritti, di cui una, Nouvele amour, esiste in otto diverse versioni, tra cui due contrafacta. La popolarità di questo brano è probabilmente spiegata dalla sua forma di rondeau, sebbene il testo originale non sia un rondeau. La canzone di Jacques Quant la saisons è una chanson avec des refrains in cui ognuna delle otto stanze ha un ritornello diverso e alcuni di questi ritornelli sono trovati in altre canzoni. 

## Fonti
- (EN)  Aubrey, Elizabeth. "Jacques de Cysoing." Grove Music Online. Oxford Music Online. (url consultato il 14 settembre 2008).